# 熱効率
熱効率（ねつこうりつ、英語: thermal efficiency）とは、熱機関の性能を表現する物理量であり、熱として投入されるエネルギーのうち、機械的な仕事（動力）や電気的なエネルギー（電力）などに変換される割合（無次元量）である。
ある熱機関に投入される熱が Q であるときに取り出される仕事を
{\displaystyle W=\eta Q}
と表した時の係数 {\displaystyle \eta } がこの熱機関の熱効率である。たとえば、1000ジュールの熱エネルギーが与えられたエンジンが300ジュール分の動力を出力した場合、このエンジンの熱効率は30%である。残りの700ジュールは発熱や摩擦抗力や震動など、目的ではない形の物理現象に消費されたエネルギーであり、損失と呼ばれる。
熱効率は熱力学第一法則により1（100%）を越えることはなく、熱力学第二法則により1になることも決してない。したがって実数 {\displaystyle \eta } は、以下の不等式をつねに満たす。
{\displaystyle \eta <1}
フランスの物理学者ニコラ・レオナール・サディ・カルノーは、思考実験で最も熱効率の良い仮想的な熱機関について研究し、「カルノーサイクル」と呼ばれる熱力学サイクルを考案した。カルノーサイクルの理論熱効率 ηth は、吸熱源の温度を T1、排熱源の温度を T2 とすると、
{\displaystyle \eta _{\text{th}}=1-{\frac {T_{2}}{T_{1}}}}
で与えられる。吸熱源の温度が高く、排熱源の温度が低いほど熱効率は大きいが、熱力学温度が必ず正であるため理論熱効率は必ず1より小さく、実際の熱効率はさらに小さくなる。
また、吸熱源の温度が排熱源の温度より低い場合は熱効率が負になるため仕事を取り出すことはできない。逆に言えば、外部から仕事としてエネルギーを投入すれば、低温源から熱を吸収して高温源に熱を移動させることができる。このような機関はヒートポンプと呼ばれる。ヒートポンプの性能は、熱効率に替えて成績係数という量で表現される。

## 様々な熱効率
- 熱機関の場合、熱効率は燃料の化学エネルギーが有効な仕事に変換された割合を指す。
- 発電所の場合、熱効率は燃料の保有発熱量（kcal）が発生電力量（kW）に変換された割合を指す。発電所の熱効率には、発電端熱効率と送電端熱効率がある[1]。発電端熱効率は、タービンに繋がれた発電機が発電したそのままの電力量を用いて算出する。送電端熱効率は、発電端電力量から発電所内で使った電力量を差し引いた正味電力量（net power）を用いて算出する。
- 調理加熱・給湯機器の場合、日本で販売される製品に関しては日本工業規格の試験方法に規定する方法により測定された数値を用いる。家庭用ガス給湯機器、家庭用石油給湯機器は、エネルギーの使用の合理化等に関する法律（省エネ法）に基づく特定機器となり、調理機器の効率の計算は省エネ法で定められた算出式による。
- 空調暖房機器の場合、建材試験センター規格(JSTM)／建材試験センターの定める試験方法で算出する。

- カルノー効率：最も効率のよいカルノーサイクルの熱効率に対する実際の熱効率の割合を表す。どこまで理想的な熱機関の動作に近いかを評価する指標となる。

## リンク
- 熱効率を100%にできない理由 - 埼玉工業大学